# Bellon
Bellon (okzitanisch gleichlautend) ist eine französische Gemeinde mit 136 Einwohnern (Stand: 1. Januar 2022) im Département Charente in der Region Nouvelle-Aquitaine. Die Einwohner werden Bellonnais genannt.

## Lage
Bellon liegt etwa 36 Kilometer südsüdwestlich von Angoulême. Umgeben wird Bellon von den Nachbargemeinden Bors (Canton de Tude-et-Lavalette) im Norden, Pillac im Osten, Saint-Romain im Süden und Osten, Courlac im Westen und Südwesten sowie Montboyer im Westen und Nordwesten.

## Bevölkerungsentwicklung
| Jahr                      | 1962 | 1968 | 1975 | 1982 | 1990 | 1999 | 2006 | 2013 |
| Einwohner                 | 176  | 157  | 179  | 156  | 152  | 180  | 186  | 162  |
| Quelle: Cassini und INSEE |      |      |      |      |      |      |      |      |

## Sehenswürdigkeiten
- Kirche Saint-Pierre aus dem 12. Jahrhundert

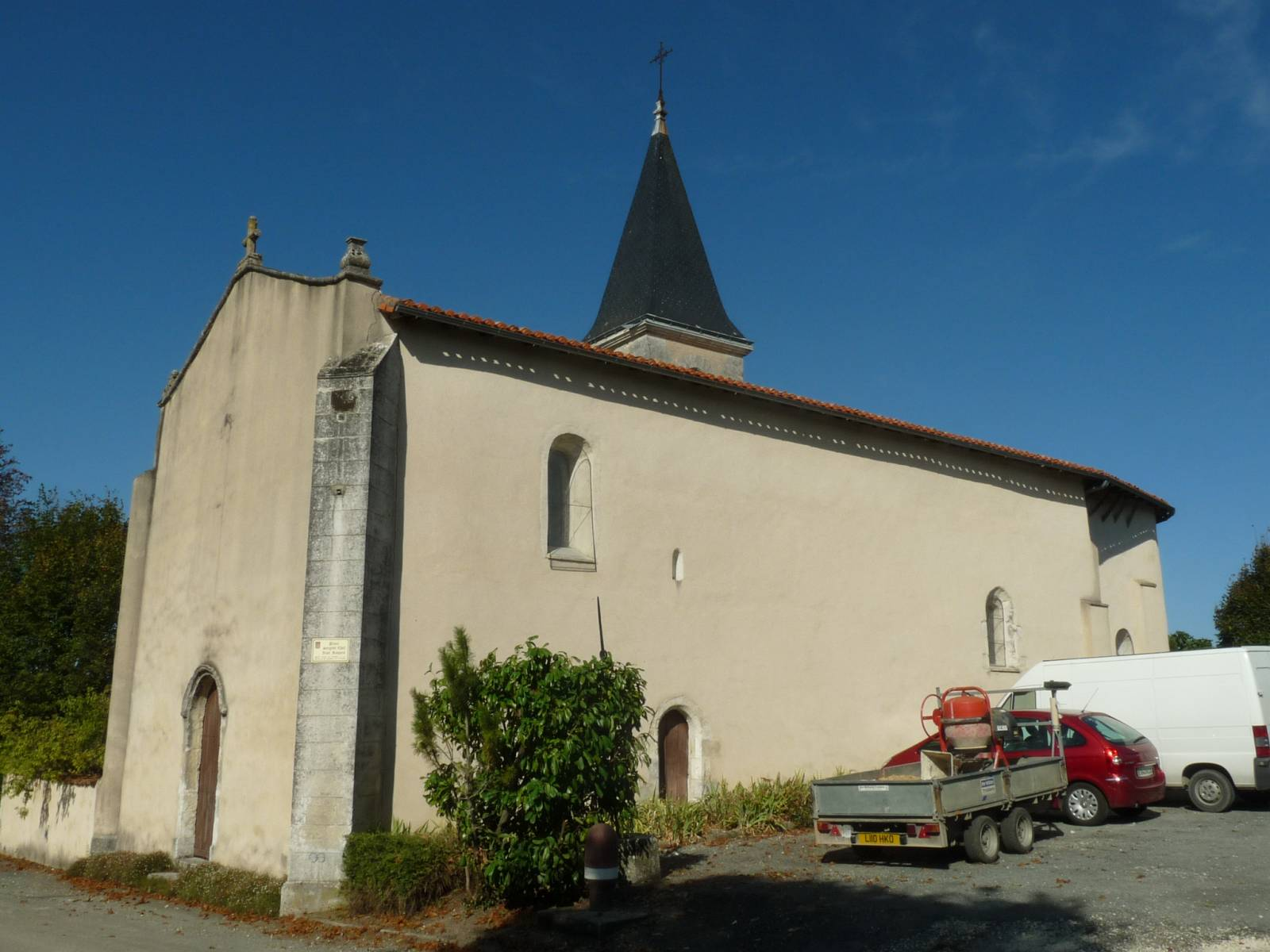
Kirche Saint-Pierre